# Narrenkrankheit der Pflaumen

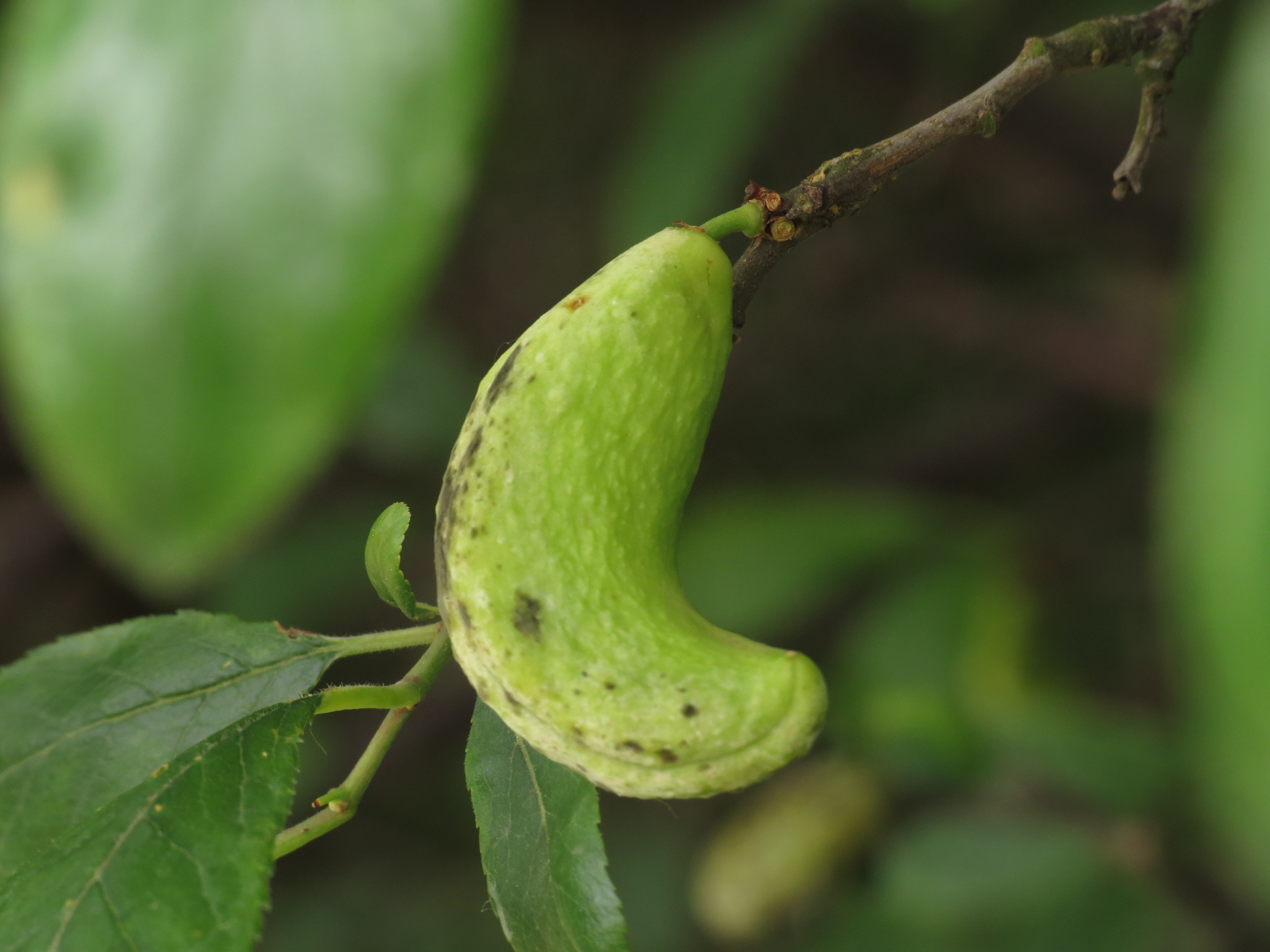
Durch eine Infektion mit Taphrina pruni missgestaltete Pflaumenfrucht

Die Narrenkrankheit (auch: Narrentaschenkrankheit oder Taschenkrankheit) ist eine ansteckende Pilzerkrankung der Pflaumen und Zwetschgen.

## Erreger

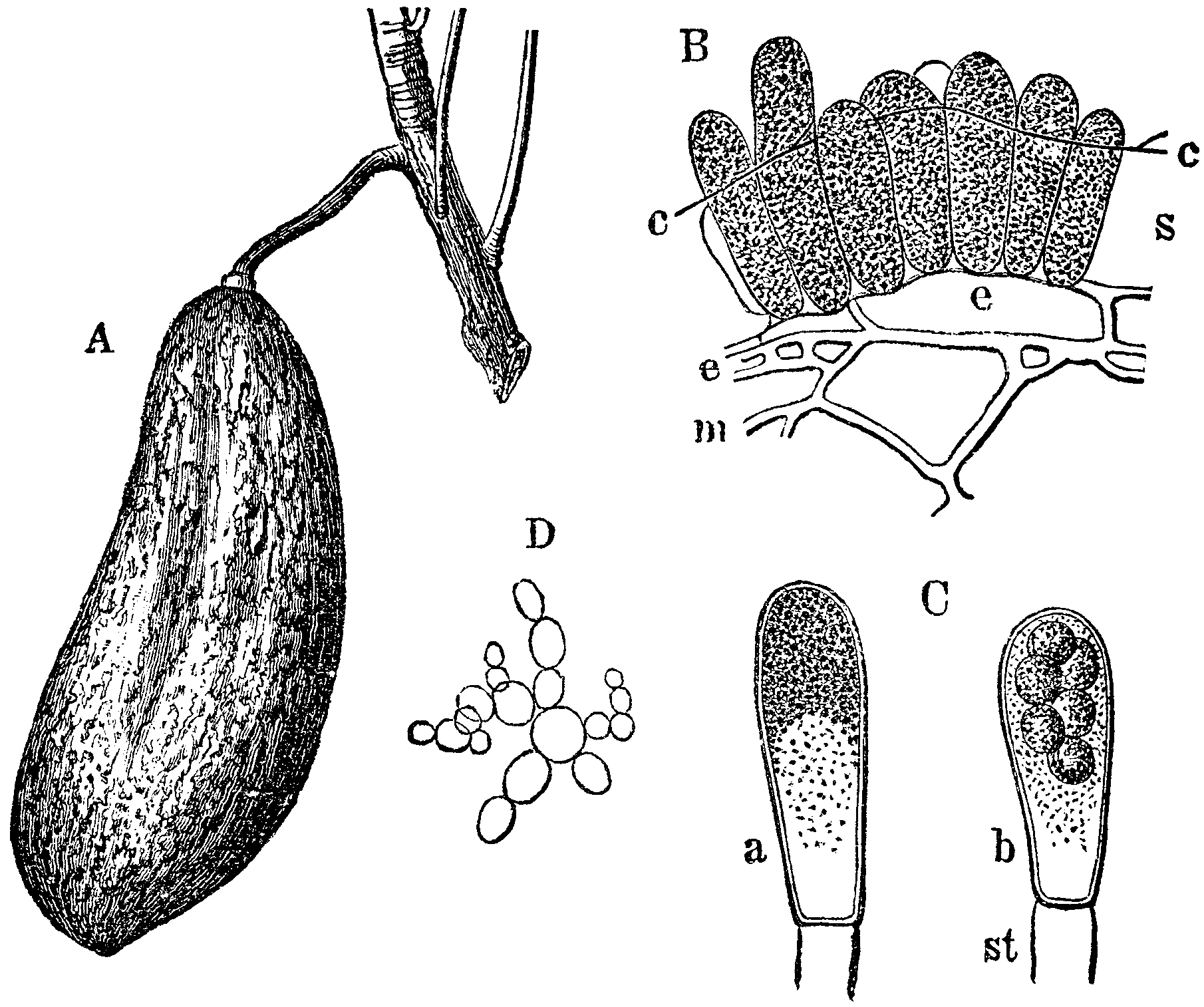
Verschiedene Stadien von Taphrina pruni

Hervorgerufen wird diese Krankheit durch den Pilz Taphrina pruni aus der Gattung Taphrina (Ordnung Taphrinales). Der Pilz befällt vor allem Pflaumen, Traubenkirschen und Aprikosen. Mirabellen und Renekloden können infiziert werden, sind aber deutlich widerstandsfähiger gegen die Erkrankung.

## Infektionsverlauf und Krankheitssymptome

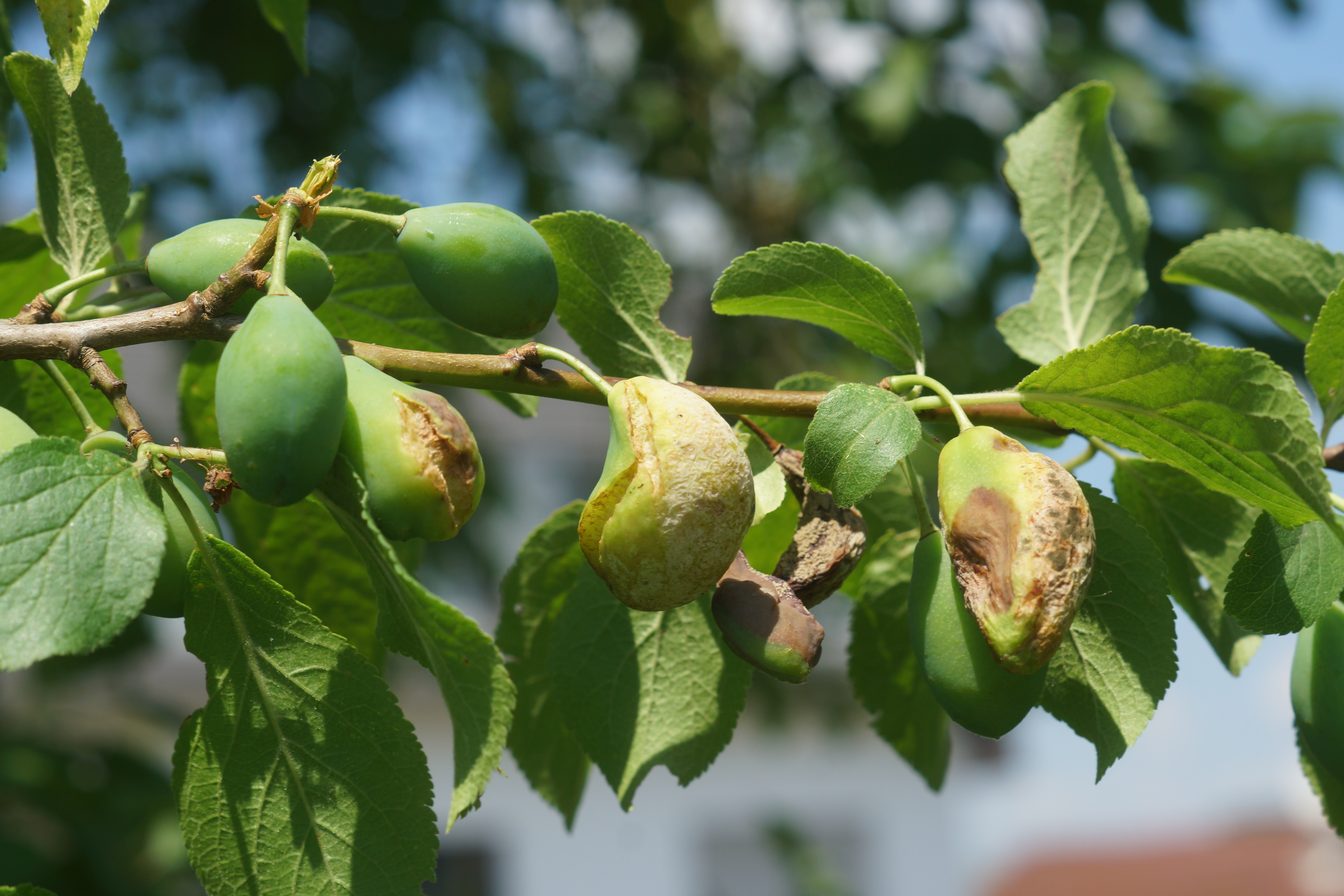
Infizierte Früchte einer Hauszwetschge im Vergleich zu normal entwickelten Fruchtansätzen

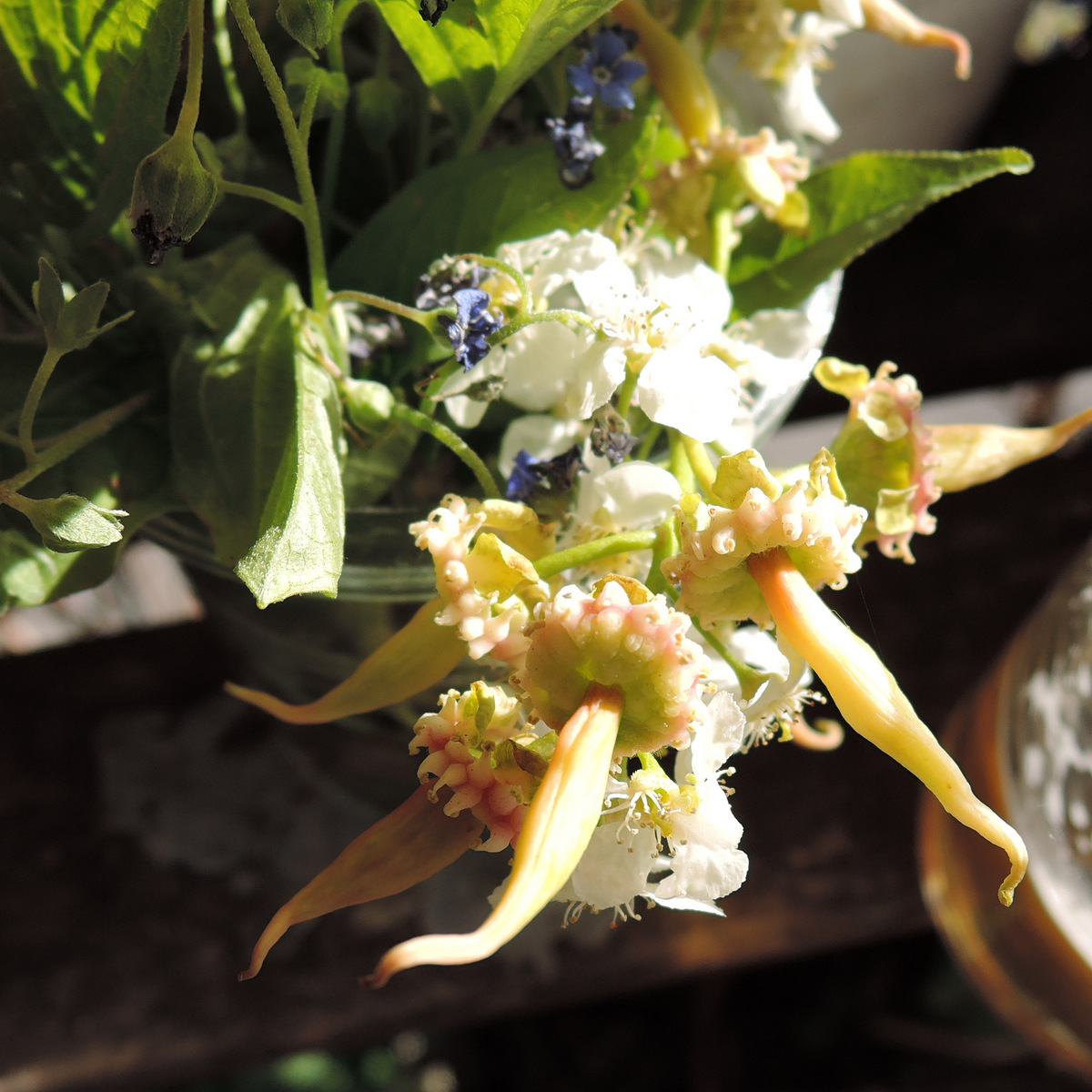
„Narrentaschen“ an einer Traubenkirsche

Der Pilz infiziert während der Blüte die Fruchtknoten. Kühles und regnerisches Wetter während der Blüte  begünstigt die Infektion, warmes und trockenes Wetter hemmt sie dagegen. Noch bevor die Blüten befruchtet werden können, beginnt der Pilz im Fruchtknoten zu wachsen, wodurch er die Entstehung der charakteristischen Taschen anregt. An der Oberfläche der befallenen Früchte erscheint schließlich ein weißes Pilzmyzel, von dem aus die Triebe des Baumes besiedelt werden, auf denen der Pilz überwintert. In der Zeit, in der sich keine Früchte am Baum befinden, lebt der Pilz saprobiontisch an den Trieben und in den Knospen.
An den infizierten Früchten sind erste Symptome bereits kurz nach der Blüte sichtbar. Die befallenen Früchte entwickeln sich schneller als nicht befallene Früchte; es entstehen langgestreckte, oft gekrümmte Gebilde. Ursache dafür ist ein vom Pilz erzeugtes Pflanzenhormon (Indolylessigsäure). Die Früchte erscheinen schotenförmig mit anfangs noch glatter und hellgrüner Oberfläche, die dann runzelig und gelblich wird. Da sich kein Kern entwickelt, sind die befallenen Früchte im Innern hohl, woraus sich der Name „Taschenkrankheit“ ableitet. Schließlich wird an der Oberfläche der Früchte das Pilzmycel als weißer Belag sichtbar. Mikroskopisch sind hier die Ascosporenlager zu erkennen.
Das Fruchtfleisch befallener Früchte ist grün, hart und saftlos. Die missgebildeten Früchte, die auch als Hungerzwetschgen oder -pflaumen, Narrentaschen oder Schusterpflaumen bezeichnet werden, verfärben sich mit der Zeit bräunlich, schrumpfen ein oder beginnen zu faulen und fallen meist bald ab, so dass die Erkrankung zu erheblichen Ernteeinbußen führen kann.
Nur selten werden auch Blätter und Triebe von der Erkrankung befallen, die dann Misswuchs, wie Verdickungen und Krümmungen, zeigen.

## Herkunft des Namens
Hinsichtlich der Herkunft des Namens existieren unterschiedliche Erklärungen. Eine Theorie besagt, der Name leite sich aus den „verrückt“ aussehenden Früchten („Narren“) ab. Nach einer anderen Theorie stammt der Name daher, dass die Krankheit den Früchten zunächst relativ lange nicht angesehen werden kann. Die Früchte halten einen gewissermaßen zum Narren.